# MC Nego do Borel (álbum)
MC Nego do Borel é o EP (Extended play) estreia do cantor de funk ostentação homônimo, lançado pela Sony Music Entertainment.
O álbum foi lançado no dia 29 de abril de 2014 e contém as canções de maior sucesso de Nego do Borel como, "Os Caras do Momento", "Bonde dos Brabos" e "Diamante de Lama".

## Desenvolvimento
O EP foi distribuído em todos os países no iTunes pela Sony Music em 29 de abril de 2014. As canções foram produzidas por DJ Pelé e contou com a participação especial de MC Magrinho na canção "Olha pro DJ". O primeiro single foi a canção "Os Caras do Momento", que hoje possui mais de 35 milhões, tendo o videoclipe produzido pela segunda maior empresa de clipes de funk ostentação "Tom Produções". O segundo single foi a canção "Bonde dos Brabos", que hoje possui o videoclipe com 14 milhões de acessos no YouTube. O Terceiro foi a canção "Diamante de Lama" que atualmente soma 7 milhões de acessos.

### Vídeos musicais
| Título                | Diretor           |
| --------------------- | ----------------- |
| "Os Caras do Momento" | Washington Veloso |
| "Bonde dos Brabos"    | Washington Veloso |
| "Diamante de Lama"    | Washington Veloso |
| "Cheguei no Pistão"   | Carlos Lucio      |

## Lista de faixas
| MC Nego do Borel |                                   |                         |         |  |
| N.º              | Título                            | Compositor(es)          | Duração |  |
| 1.               | "Cheguei no Pistão"               | Leno Maycon Viana Gomes | 2:49    |  |
| 2.               | "Ah! Não, o Brinquedo Não"        | Leno Maycon Viana Gomes | 3:29    |  |
| 3.               | "Diamante de Lama"                | Leno Maycon Viana Gomes | 2:51    |  |
| 4.               | "Os Caras do Momento"             | Leno Maycon Viana Gomes | 2:41    |  |
| 5.               | "Bonde dos Brabos"                | Leno Maycon Viana Gomes | 2:33    |  |
| 6.               | "Olha Pro DJ (part. MC Magrinho)" | Leno Maycon Viana Gomes | 2:26    |  |
| 7.               | "Paralisa e Depois Tu Quica"      | Leno Maycon Viana Gomes | 4:45    |  |
| 8.               | "Brincadeira das Maravilhas"      | Leno Maycon Viana Gomes | 2:47    |  |

## Histórico de lançamento
| Região         | Data                | Gravadora  | Formato              | Catálogo   | Ref   |
| -------------- | ------------------- | ---------- | -------------------- | ---------- | ----- |
| Brasil         | 29 de abril de 2014 | Sony Music | CD, Download digital | 864134884  | [ 4 ] |
| Estados Unidos | 29 de abril de 2014 | Sony Music | CD, Download digital | B00JQUPWUS | [ 7 ] |